# Okružanka říční
Okružanka říční (Sphaerium rivicola) je sladkovovodní mlž z čeledi Sphaeriidae (okružankovití), který obývá pomalu tekoucí řeky s bahnitými sedimenty.

## Výskyt
Tento mlž se vyskytuje v Evropě, od Francie a Velké Británie po Rusko, s výjimkou horských oblastí, a ve Skandinávii, je také přítomen na západní Sibiři. Ve střední a západní Evropě patří k vzácným druhům, hojněji se vyskytuje v některých oblastech východní a severovýchodní Evropy (baltské státy, evropské Rusko). Mezinárodní svaz ochrany přírody hodnotí druh jako zranitelný.
- Čechy, Morava[4] ohrožený[5]
- Německo – vysoce ohrožený (Stark gefährdet)[6]